# Milorad Karalić
Milorad Karalić (serbisch-kyrillisch Милорад Каралић; * 7. Januar 1946 in Ivanjska, SFR Jugoslawien) ist ein ehemaliger jugoslawisch-serbischer Handballspieler sowie von 1998 bis 2001 Minister für Sport und Jugend in der Regierung der Republika Srpska.

## Karriere
Der 1,84 m große Milorad Karalić spielte für den RK Borac Banja Luka, mit dem er mehrere Meisterschaften und Pokalsiege errang und den Europapokal der Landesmeister 1975/76 gewann.
Mit der jugoslawischen Nationalmannschaft gewann Milorad Karalić bei den Mittelmeerspielen 1967 und den Mittelmeerspielen 1975 die Goldmedaille sowie bei der Weltmeisterschaft 1970 die Bronzemedaille. Bei den Olympischen Spielen 1972 in München warf er zwei Tore in sechs Einsätzen und wurde mit Jugoslawien Olympiasieger. Bei den Olympischen Spielen 1976 in Montreal traf er elfmal in sechs Partien und belegte mit der Auswahl den fünften Platz. Er bestritt 128 Länderspiele, in denen er 181 Tore erzielte.